# Tugan Taimurasowitsch Sochijew

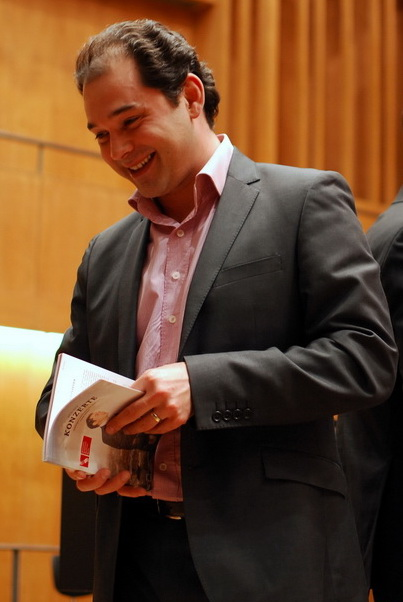
Tugan Sochijew bei der Vorstellung des Konzertprogramms des Deutschen Symphonie-Orchesters Berlin am 4. April 2012 in Berlin

Tugan Taimurasowitsch Sochijew (russisch Туган Таймуразович Сохиев, wiss. Transliteration Tugan Tajmurazovič Sochiev; ossetisch Тугьан Сохиты; auch unter der englischen Transkription Tugan Sokhiev bekannt; * 22. Oktober 1977 in Ordschonikidse, Nordossetien) ist ein russischer Dirigent.

## Leben
Sochijew begann mit sieben Jahren mit dem Klavierunterricht, mit 17 dirigierte er zum ersten Mal. Er wurde hierzu vom Dirigenten des Staatlichen Nordossetischen Philharmonischen Orchesters, Anatoli Briskin, angeregt. Danach studierte er am Konservatorium Sankt Petersburg bei Juri Chatujewitsch Temirkanow und Ilja Musin.
Seine erste Opernproduktion außerhalb Russlands dirigierte Sochijew mit La Bohème 2001 in Island. Der Generaldirektor der Welsh National Opera, Anthony Freud, ernannte ihn noch im selben Jahr zum Musikdirektor für eine Fünfjahresperiode ab 2003. Im Jahr 2004 trat Sochijew von seinem Posten bei der Welsh National Opera zurück. 2005 wurde er Gastdirigent beim Orchestre National du Capitole de Toulouse (ONCT) und dort im Jahr 2008 zum Musikdirektor berufen.
Von September 2012 bis Juni 2016 war Tugan Sochijew Chefdirigent und Künstlerischer Leiter des Deutschen Symphonie-Orchesters Berlin (DSO Berlin) (nach zwei Spielzeiten als Designierter Chefdirigent). Sochijew hatte bereits 2003 im Rahmen der Talentreihe „Debüt im Deutschlandradio Kultur“ erstmals am Pult des Berliner Klangkörpers gestanden und es in den Folgejahren mehrfach erfolgreich geleitet. Nach dem Ausscheiden Ingo Metzmachers als Chefdirigent war er der Wunschkandidat des Orchesters. Das Berliner Amt legte Sochijew nieder, um sich verstärkt seinen Aufgaben in Moskau widmen zu können.
Zwischen Januar 2014 bis März 2022 war er Musikdirektor des Bolschoi-Theaters und Chefdirigent des dort ansässigen Orchesters. Er trat damit die Nachfolge des russischen Dirigenten Wassili Sinaiski an, der die musikalischen Geschicke des Hauses zuvor für drei Jahre geleitet hatte. Hier war er unter anderem im September 2014 für die Inszenierung der Oper Die Jungfrau von Orléans nach Friedrich Schiller, komponiert von Pjotr Iljitsch Tschaikowski, verantwortlich.
Auch mit dem Mariinski-Theater in St. Petersburg und dem Londoner Philharmonia Orchestra verbindet Sochijew eine regelmäßige Zusammenarbeit. Darüber hinaus ist er ein weltweit gefragter Gastdirigent führender Opernhäuser und Orchester. Seine Debüts am Pult der Wiener Philharmoniker und Berliner Philharmoniker 2009 und 2010 führten unmittelbar zu Wiedereinladungen. 2013 debütierte er mit großem Erfolg beim Chicago Symphony Orchestra und beim Gewandhausorchester Leipzig.
Im März 2022 legte Sochijew nach dem russischen Überfall auf die Ukraine seinen Chefdirigentenposten beim Bolschoi-Theater sowie seinen Posten als Musikdirektor des Nationalorchesters am Opernhaus Capitole in Toulouse nieder. Da er zu der „untragbaren Wahl“ zwischen russischen und französischen Musikern genötigt worden sei, habe er sich entschieden, beide musikalische Leitungen aufzugeben. In seiner Erklärung benannte er den Krieg nicht konkret, sondern sprach von „aktuellen Ereignissen“. Bewaffnete Konflikte habe er nie unterstützt. Auch andere prominente Kulturschaffende traten von künstlerischen Leitungsfunktionen in Russland zurück, darunter Jelena Kowalskaja und Mindaugas Karbauskis.

## Ehrungen
- Sochijew ist „Volkskünstler der Republik“ Nordossetien.
- 1999: Preisträger beim III. Internationalen Prokofjew-Dirigierwettbewerb in St. Petersburg.
- 2005: Auszeichnung als Frankreichs „Musikentdeckung des Jahres“ in der Kategorie Instrumentalmusik durch den Verband der französischen Musikkritiker (Syndicat de la critique Théâtre, Musique et Danse).
- 2013: Chevalier des französischen Ordre national du Mérite.
- 2014: Auszeichnung als Frankreichs „Musikerpersönlichkeit des Jahres“ in der Kategorie Instrumentalmusik durch den Verband der französischen Musikkritiker.
- 2018: Medaille des Verdienstordens für das Vaterland 1. Klasse

## Diskografie
Konzert und Symphonie
- Chopin: Konzert Nr. 1 für Klavier und Orchester in c-Moll op. 11, Klavier: Naum Shtarkman, Liszt: Sinfonische Dichtung Nr. 2: Tasso und Sinfonische Dichtung Nr. 3: Les Préludes, Großer Saal des Moskauer Konservatoriums, 10. Dezember 2002, CD.
- Prokofjew: Symphonie Nr. 5, Scythische Suite, Deutsches Symphonie-Orchester Berlin, Sony Classical, Deutschland 2016, CD.
- A Flight through the Orchestra - Brahms Symphony No. 2, Deutsches Symphonie-Orchester Berlin, EuroArts Music International, Deutschland 2015, DVD/Blu-ray Disc.
- Strawinski: L'oiseau de feu, Le sacre du printemps, Orchestre National du Capitole de Toulouse, Naïve, Frankreich 2012, CD.
- Prokofjew: Violinkonzert Nr. 2, Rachmaninow: Symphonische Tänze, Orchestre National du Capitole de Toulouse, Naïve, Frankreich, 2011, CD.
- Mussorgski: Bilder einer Ausstellung, Tschaikowski: Symphonie Nr. 4, Orchestre National du Capitole de Toulouse, Naïve, Frankreich 2006, CD.
- Prokofjew: Peter und der Wolf, Orchestre National du Capitole de Toulouse, Naïve, Frankreich, 2007, CD.

Oper und Oratorien
Sergei Sergejewitsch Prokofjew:
- Ivan der Schreckliche: Oratorium für Alt, Bass, Knabenchor, Chor und Orchester nach der gleichnamigen Filmmusik (1942–1944). Zusammengestellt von Abram Stassewitsch (1962). Mitwirkende: Olga Borodina (Alt), Ildar Abdrazakov (Bass), Rundfunkchor Berlin, Staats- und Domchor Berlin, Deutsches Symphonie-Orchester Berlin, Tugan Sochijew (Dirigent). (Sony Deutschland 2014)